# Glenn Thompson

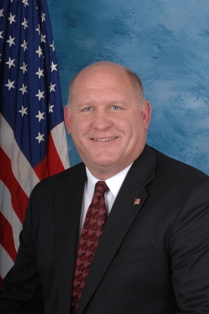
Glenn Thompson (2009)

Glenn William Thompson Jr. (* 27. Juli 1959 in Bellefonte, Centre County, Pennsylvania) ist ein US-amerikanischer Politiker der Republikanischen Partei. Seit Januar 2009 vertritt er den Bundesstaat Pennsylvania im US-Repräsentantenhaus.

## Werdegang
Glenn Thompson studierte bis 1981 an der Pennsylvania State University und danach bis 1988 an der Temple University in Philadelphia. 26 Jahre lang arbeitete er im Lycoming County als Therapeut und Therapiemanager. Außerdem war er Mitglied der Freiwilligen Feuerwehr seiner Heimat. Gleichzeitig schlug er als Mitglied der Republikanischen Partei eine politische Laufbahn ein. Zwischen 1990 und 1995 saß er im Schulausschuss des Bald Eagle Area School District. In den Jahren 1998 und 2000 kandidierte er jeweils erfolglos für das Repräsentantenhaus von Pennsylvania. Von 2002 bis 2008 war er Bezirksvorsitzender der Republikaner im Centre County.
Glenn Thompson ist verheiratet und Vater von drei Kindern. Er lebt privat in Howard.

## U.S. Repräsentantenhaus
Bei den Kongresswahlen des Jahres 2008 wurde Thompson im fünften Wahlbezirk von Pennsylvania in das US-Repräsentantenhaus in Washington, D.C. gewählt, wo er am 3. Januar 2009 die Nachfolge des nicht mehr kandidierenden John E. Peterson antrat. Da er bei allen folgenden Wahlen, einschließlich der des Jahres 2016, wiedergewählt wurde, kann er sein Mandat bis heute ausüben. Er ist bzw. war Mitglied im Landwirtschaftsausschuss, im Ausschuss für Bildung und Arbeit und im Ausschuss für natürliche Ressourcen sowie in insgesamt fünf Unterausschüssen. Außerdem gehört bzw. gehörte er dem Congressional Arts Caucus und dem German-American Caucus an. Darüber hinaus ist er noch Mitglied im Republican Study Committee.
Nach der Neueinteilung der Wahlbezirke in Pennsylvania trat er in der Wahl 2018 im 15. Distrikt an. Er setzte sich gegen die Demokratin Susan Boser mit 67,9 % der Stimmen durch. Nach dem Sieg bei der Wahl 2020 konnte er sein Amt weiter ausüben. Am 19. Juli 2022 stimmte Thompson zusammen mit 156 weiteren Republikanern im Kongress gegen ein Gesetz zur gleichgeschlechtlichen Ehe. Drei Tage später war er Gast bei der gleichgeschlechtlichen Eheschließung eines seiner Söhne.
Bei der Vorwahl zur Kongresswahl 2022 hatte Glenn Thompson keinen Herausforderer und schlug in der Hauptwahl den Demokraten Mike Molesevich mit 69,9 %. Bei der folgenden Wahl 2024 hatten weder er noch der Demokrat Zach Womer bei den Vorwahlen Gegenkandidaten. Thompson wurde mit 71,5 % wiedergewählt. Seine aktuelle Legislaturperiode im Repräsentantenhaus des 119. Kongresses läuft noch bis zum 3. Januar 2027.